# Sindbad (film 1971)
Sindbad (oryg. Szindbád) – film z 1971 roku, w reżyserii Zoltána Huszárika.

## Obsada
- Latinovits Zoltán jako Szindbád
- Ruttkai Éva jako Lenke
- Dayka Margit jako Majmunka
- Nagy Anna jako Fruzsina
- Andai Györgyi jako Setétke
- Szegedi Erika jako Florentina
- Muszte Anna jako dziewczyna
- Horváth Sándor jako Valentin